# Осмийванадий
Осмийванадий — бинарное неорганическое соединение
осмия и ванадия
с формулой OsV,
кристаллы.

## Получение
- Сплавление стехиометрических количеств чистых веществ:

{\displaystyle {\mathsf {Os+V\ {\xrightarrow {T}}\ OsV}}}

## Физические свойства
Осмийванадий образует кристаллы
кубической сингонии,
пространственная группа I m3m,
параметры ячейки a = 0,7845 нм, Z = 16,
структура типа вольфрама β-W
.
Соединение образуется по перитектической реакции при температуре 640 или 2040°C.
Имеет большую область гомогенности 50÷55 ат.% ванадия.
При температуре 5,15 К переходит в сверхпроводящее состояние.